# Jarred Rome
Jarred Daniel Rome (* 21. Dezember 1976 in Seattle; † 21. September 2019 in Tulalip Bay) war ein US-amerikanischer Leichtathlet und späterer Trainer, der sich auf den Diskuswurf spezialisiert hatte.

## Sportliche Laufbahn
Erste internationale Erfahrungen sammelte Jarred Rome im Jahr 2000, als er bei den NACAC-U23-Meisterschaften in Monterrey mit einer Weite von 19,50 m die Silbermedaille im Kugelstoßen gewann und auch im Diskusbewerb mit 58,08 m die Silbermedaille gewann. Im Jahr darauf nahm er an der Sommer-Universiade in Peking teil und belegte dort mit 59,59 m den achten Platz. 2004 nahm er an den Olympischen Spielen in Athen teil, schied dort aber mit 61,55 m in der Qualifikation aus. Im Jahr darauf belegte er bei den Weltmeisterschaften in Helsinki mit 64,22 m den siebten Platz und 2006 wurde er beim Leichtathletik-Weltfinale in Stuttgart mit 62,80 m Fünfter. 2007 schied er bei den Weltmeisterschaften in Osaka mit 61,87 m in der Qualifikation aus und erreichte anschließend beim Weltfinale mit 62,05 m den sechsten Platz. 2009 qualifizierte er sich erneut für die Weltmeisterschaften in Berlin und erreichte dort das Finale, in welchem er mit 62,47 m Rang elf belegte. Zwei Jahre später schied er dann bei den Weltmeisterschaften im südkoreanischen Daegu mit 62,22 m in der Qualifikation aus, gewann anschließend aber bei den Panamerikanischen Spielen in Guadalajara mit einer Weite von 61,71 m die Silbermedaille hinter dem Kubaner Jorge Fernández. 2012 nahm er ein zweites Mal an den Olympischen Spielen in London teil, erreichte dort mit 59,57 m aber nicht das Finale. 2013 bestritt er bei den US-Meisterschaften in Des Moines seinen letzten Wettkampf und beendete im Alter von 36 Jahren seine Karriere als aktiver Leichtathlet.
In den Jahren 2004 und 2011 wurde Rome US-amerikanischer Meister im Diskuswurf.
Nach seiner Zeit als aktiver Leichtathlet war er als Wurf-Coach an der Boston University tätig.

## Privates
Jarred Rome wuchs in Marysville im Bundesstaat Washington auf und machte 1995 seinen Hochschulabschluss an der Marysville Pilchuck High School. Anschließend besuchte er die Boise State University in Idaho, die er 2000 abschloss und 2007 in die Boise State Hall of Fame aufgenommen wurde. 2017 heiratete er die ehemalige Hockey-Nationalspielerin Pamela Spuehler. Er verstarb im September 2019 an den Folgen einer Überdosis Fentanyl.